# محمد میان سومرو
محمد میان سومرو (انگلیسی: Muhammad Mian Soomro) (زادهٔ ۱۹ اوت ۱۹۵۰) یک سیاست‌مدار اهل پاکستان است.